# 奥村利信

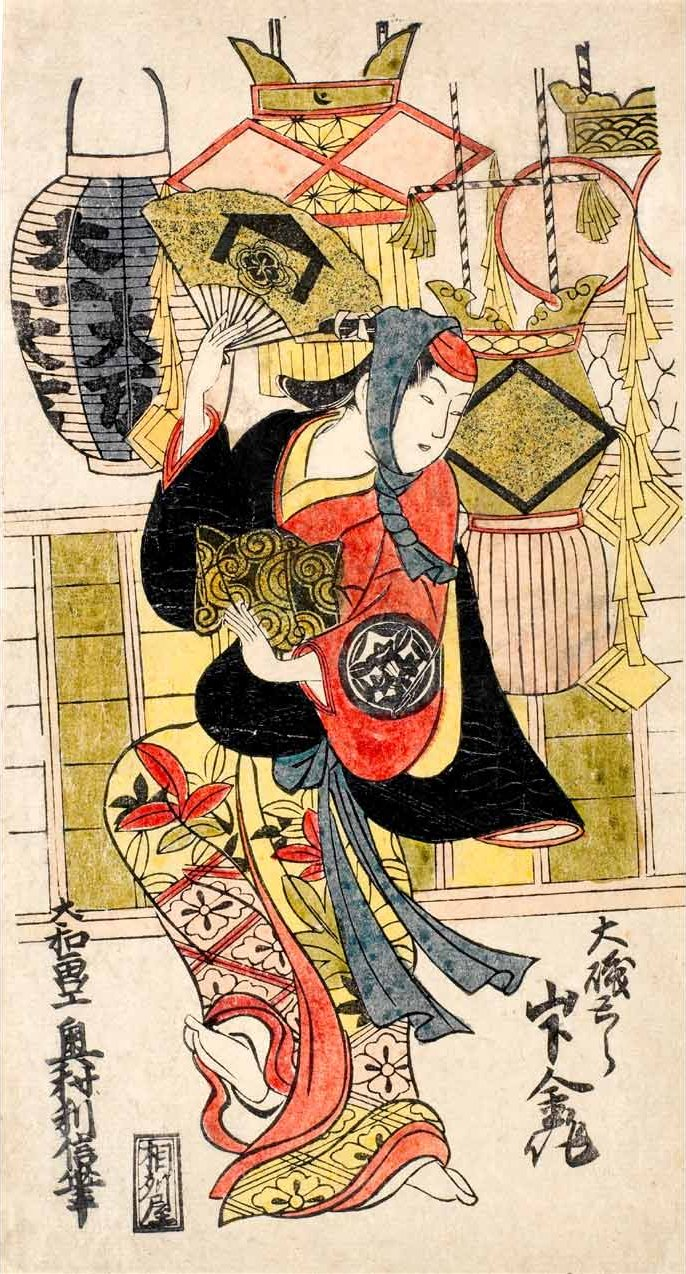

奥村 利信（おくむら としのぶ、生没年不詳）とは、江戸時代初期の浮世絵師。

## 来歴
奥村政信の門人。奥村政信の子あるいは弟と考えられる。鶴月堂文全と号す。享保から寛延（1716年-1751年）にかけて活躍した。紅絵、漆絵期を代表する浮世絵師であった。漆絵を多数描き、美人画、役者絵ともに、画風は師の政信の作品と比べると鮮やかな配色と、伸びやかな描線に特徴があり、明快で溌剌としており、また描写も細やかで、かつ適度な色香も加えて見る者に心地よい爽快感を与えている。美人画、役者絵を中心に、作画は1730年前後の十数年に集中しており、短命の絵師であったと思われる。代表作として「山下金作の大磯とら」、「瀬川菊之丞のくずのは道行」、「なつもやうむねあけ」三幅対などがあげられる。寛延2年（1749年）、絵本『疱瘡除』二巻を刊行している。また黒本『高砂十帰松』（たかさごとがえりのまつ）三巻、『ふくじん』一巻、青本『作奴（だてやっこ）化物退治』三巻の挿絵を描いている。一説によると利信は宝永6年（1709年）生まれで、寛保3年（1743年）に35歳で没したともいわれる。

## 作品

### 紅絵
- 「傘を持つ若衆」　細判　コルフ･アジア美術館（ギリシア）所蔵

### 漆絵
- 「団扇売」　細判　東京国立博物館所蔵
- 「市川升五郎初崎菊太郎好色一代男」　細判　東京国立博物館所蔵
- 「二代目三条勘太郎の蝉丸みだいなを姫」　細判　千葉市美術館所蔵
- 「太鼓を打って踊る女形」　細判　キヨッソーネ東洋美術館（イタリア）所蔵
- 「初代市川門之助の木や長蔵」　細判　キヨッソーネ東洋美術館所蔵
- 「初代市川門之助の若衆」　細判　キヨッソーネ東洋美術館所蔵
- 「初代市川門之助の扇売」　細判

### 肉筆浮世絵
- 「騎馬侍と奴図」　紙本着色 出光美術館所蔵
- 「遊女と禿図」　絹本着色 出光美術館所蔵